# Melanitis buruana
Melanitis buruana är en fjärilsart som beskrevs av Hans Fruhstorfer. Melanitis buruana ingår i släktet Melanitis och familjen praktfjärilar. Inga underarter finns listade i Catalogue of Life.